# كندار
كندار هي إحدى مدن الجمهورية التونسية في الساحل، تقع في ولاية سوسة. تبعد عن مركز الولاية مسافة 30 كم أو 18 ميل و تبتعد عن العاصمة تونس 98 كم أو 58.8 ميل لها عديد العمادات التابعة لها على غرار قماطة أولاد العابد أولاد عامر البشاشمة البلالمة طرهونة يوجد بها 27 ألف عود زيتون التابع لديوان النفيضة...تعتبر بلدية كندار منطقة فلاحية بالأساس تعتمد على غراسة الزيتون و كذلك و بعض الزراعات السقوية و البعلية على غرار الخضروات و الغلال المتنوعة...لكن و رغم ذلك تعتبر من افقر البلديات التي تنتمي لولاية سوسة نظرا لضعف الإستثمارات و كذلك ضعف الموارد..
كانت سابقا توجد بها سبخة الكلبية التي تضم عديد و عديد الأنواع من الطيور و الحيوانات البرية و البحرية غضافة إلى كونها قطبا سياحيا زراعيا يستقطب عديد الزوار من دول العالم.

### مواضيع ذات علاقة
- ولاية سوسة.